# Burgstall Rettenburg
Der Burgstall Rettenburg, auch Rettenberg und Rottenberg genannt, ist eine abgegangene Spornburg auf einem 778 m ü. NHN hohen Felssporn etwa 1200 Meter über dem Egelsee 700 m südlich von Kruchenhausen, einem Gemeindeteil der Gemeinde Unterwössen im Landkreis Traunstein in Bayern. Er wird als Bodendenkmal unter der Aktennummer D-1-8240-0030 als „Burgstall des hohen und späten Mittelalters (‚Rettenburg‘)“ geführt.

## Geschichte
Die Burg, vermutlich eine Vorbefestigung der Burg Marquartstein, wurde von den Herren von Rettenberg vermutlich zum Schutz der alten Straße nach Reit im Winkl erbaut. 1160 wurde „Chounradus Dapifer (Truchsess) von Rettenberc“ erwähnt. Die Burg war im 14. Jahrhundert wüst, um 1860 war noch „3 bis 4 Fuss hohes Gemäuer“ sichtbar.

## Beschreibung
Der heutige Burgstall auf nach drei Seiten steil abfallendem Höhenrücken zeigt noch geringe Mauerspuren von gemörteltem Mauerwerk und ist heute ein Bodendenkmal.